# Giuditta Grisi

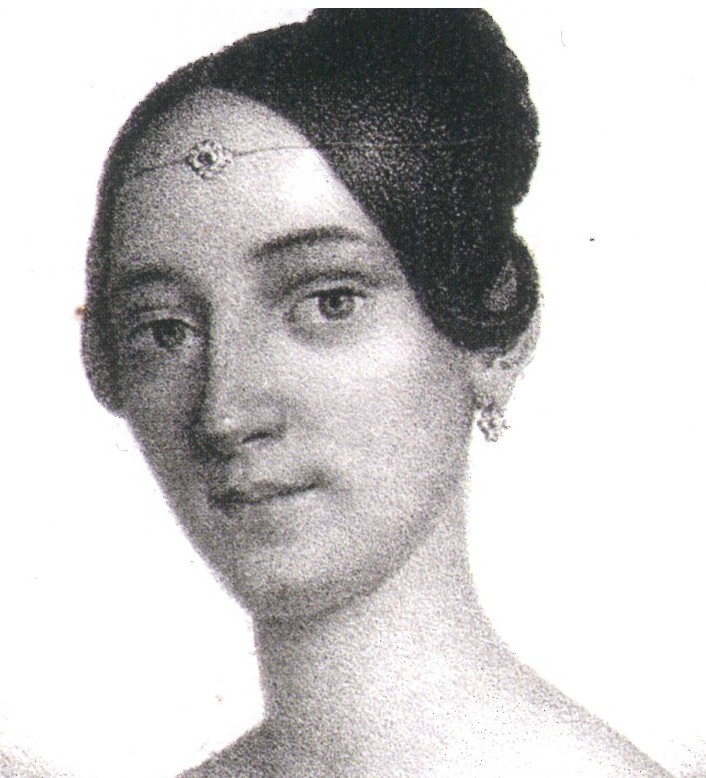
Giuditta Grisi

Giuditta Grisi (* 28. Juli 1805 in Mailand; † 1. Mai 1840 in Robecco d’Oglio) war eine italienische Opernsängerin (Mezzosopran).

## Leben
Giuditta war die Tochter des Gaetano Grisi, eines Offiziers der Napoleonischen Armee, und der Giovanna Grassini. Sie stammte aus einer Musikerfamilie. Auch ihre Mutter, ihre Tante Giuseppina Grassini (1773–1850), ihre Schwester Giulia Grisi und ihre Cousine Ernesta waren Sängerinnen. Giuditta soll allerdings einen etwas schwierigen Charakter gehabt haben und sich nicht besonders mit der ebenfalls erfolgreichen Giulia verstanden haben,  während sie mit Ernesta, die nur eine bescheidene Karriere hatte, einige Male auf der Bühne stand. Ihre Cousine Carlotta Grisi gehörte zu den bedeutendsten Ballerinen der Romantik.
Wie ihre Schwester Giulia wurde Giuditta am Konservatorium in Mailand ausgebildet. Sie debütierte am 11. Februar 1825 am Kärntnertortheater in Wien in einer musikalischen Akademie und sang hier am 19. und 21. Februar 1825 die Hosenrolle des Falliero in Gioachino Rossinis Bianca e Falliero. Dieselbe Rolle sang sie ein Jahr später auch in Neapel am Teatro San Carlo und trat dort auch in anderen Rossini-Opern auf, als Arsace in Semiramide, neben Joséphine Fodor und Luigi Lablache, und als Malcolm in La donna del lago.
In den folgenden Jahren war sie am Teatro della Pergola in Florenz, am Teatro Regio in Parma, am Teatro d’Angennes in Turin und am Teatro del Giglio in Lucca. Dabei trat sie wiederum vor allem in Opern von Rossini auf, in L’assedio di Corinto, Mosè, Otello und Cenerentola, außerdem in Giovanni Pacinis Gli Arabi nelle Gallie und in Werken von Mercadante, Persiani und Generali.
1829–30 am Teatro La Fenice in Venedig arbeitete Giuditta zum ersten Mal mit Vincenzo Bellini zusammen, der von ihr begeistert war und für sie die Partie des Romeo in seiner damals sehr erfolgreichen Oper I Capuleti e i Montecchi schrieb.
In dieser Rolle debütierte sie am 26. Dezember 1830 an der Mailänder Scala, wo sie u. a. auch in Opern von Rossini, Pacini und Donizetti auftrat. In Venedig sang sie 1832 die Titelrolle in Donizettis Anna Bolena und die Alaide in Bellinis La straniera sowie in Pacinis L’ultimo giorno di Pompei.
Giuditta Grisi war von ihrem Temperament her eine ideale Interpretin des romantischen Repertoires, in zeitgenössischen Rezensionen wird ihre Stimme als „schön und kräftig“, ihr Spiel als „energisch“ (bella e poderosa voce ed energica azione), und ihr Gesang als „beseelt und voll Wahrheit“  beschrieben (canto pieno di anima e verità).
1832 ging sie auf Tournée nach London und ans Théâtre-Italien in Paris, wo sie glänzende Erfolge in Opern von Bellini und Rossini feierte.
Zurück in Italien sang sie im November 1833 in Bologna unter anderem die Titelpartie in Bellinis Norma. Diese und andere für einen sogenannten soprano sfogato komponierte Rollen, wie z. B. auch die Imogene in Il pirata, Elvira in I Puritani, oder Antonina in Donizettis Belisario, mussten für Giuditta Grisi jedoch eine Terz nach unten transponiert werden, weil sie die höhere Tessitur mit ihrem Mezzosopran sonst nicht durchgehalten hätte.
Am 18. März 1834 heiratete sie den Grafen Cristoforo Barni aus Lodi und folgte danach einem Engagement in Madrid, wo sie in Bellinis Norma und I Capuleti sang. In den kommenden Jahren führte sie ihre Karriere nach Venedig, Turin, Bologna, Mantua, Triest und Bergamo, unter anderem mit Auftritten als Amina in La sonnambula.
Das Ende ihrer Karriere erlebte sie in Rom, wo sie vor Großherzog Alexander von Russland sang und im Juni 1839 am Teatro Argentina noch einmal in ihrer Glanzrolle als Romeo in I Capuleti e i Montecchi auftrat. Nach einer schweren Krankheit zog sie sich in ihre Villa in Robecco d’Oglio bei Cremona zurück, wo sie am 1. Mai 1840 starb, an den Folgen eines verschleppten Unterleibsleidens (?).

## Rollen für Giuditta Grisi
Die folgenden Partien wurden für Giuditta Grisi komponiert; Auftritte in anderen, teilweise berühmteren Opern, sind hier nicht aufgeführt.
- Ipermestra in Danao, re d’Argo von Giuseppe Persiani (16. Juni 1827; Florenz, Teatro della Pergola)[7]
- Titelrolle in Francesca di Rimini von Pietro Generali (27. Dezember 1828; Venedig, Teatro La Fenice); mit Marietta Brambilla[8]
- Titelrolle in Rosmonda von Carlo Coccia (28. Februar 1829; Venedig, Teatro La Fenice);[9]
- Romeo in I Capuleti e i Montecchi von Vincenzo Bellini (11. März 1830; Venedig, Teatro La Fenice); mit Rosalbina Carradori Allan[10]
- Zenaide in Il romito di Provenza von Pietro Generali (15. Januar 1831, Mailand, Teatro alla Scala); mit Rosmunda Pisaroni[11]
- Titelrolle in Chiara di Rosembergh von Luigi Ricci (11. Oktober 1831; Mailand, Teatro alla Scala)[12]
- Titelrolle (und Evelina ?) in Enrico di Monfort von Carlo Coccia (12. November 1831; Mailand, Teatro alla Scala)[13]
- Wilfredo in Ivanhoe von Giovanni Pacini (19. März 1832; Venedig, Teatro La Fenice)[14]
- Estella in Carlo di Borgogna von Giovanni Pacini (21. März 1835; Venedig, Teatro La Fenice) mit Henriette Méric-Lalande und Domenico Donzelli[15]